# Stierberg (Betzenstein)

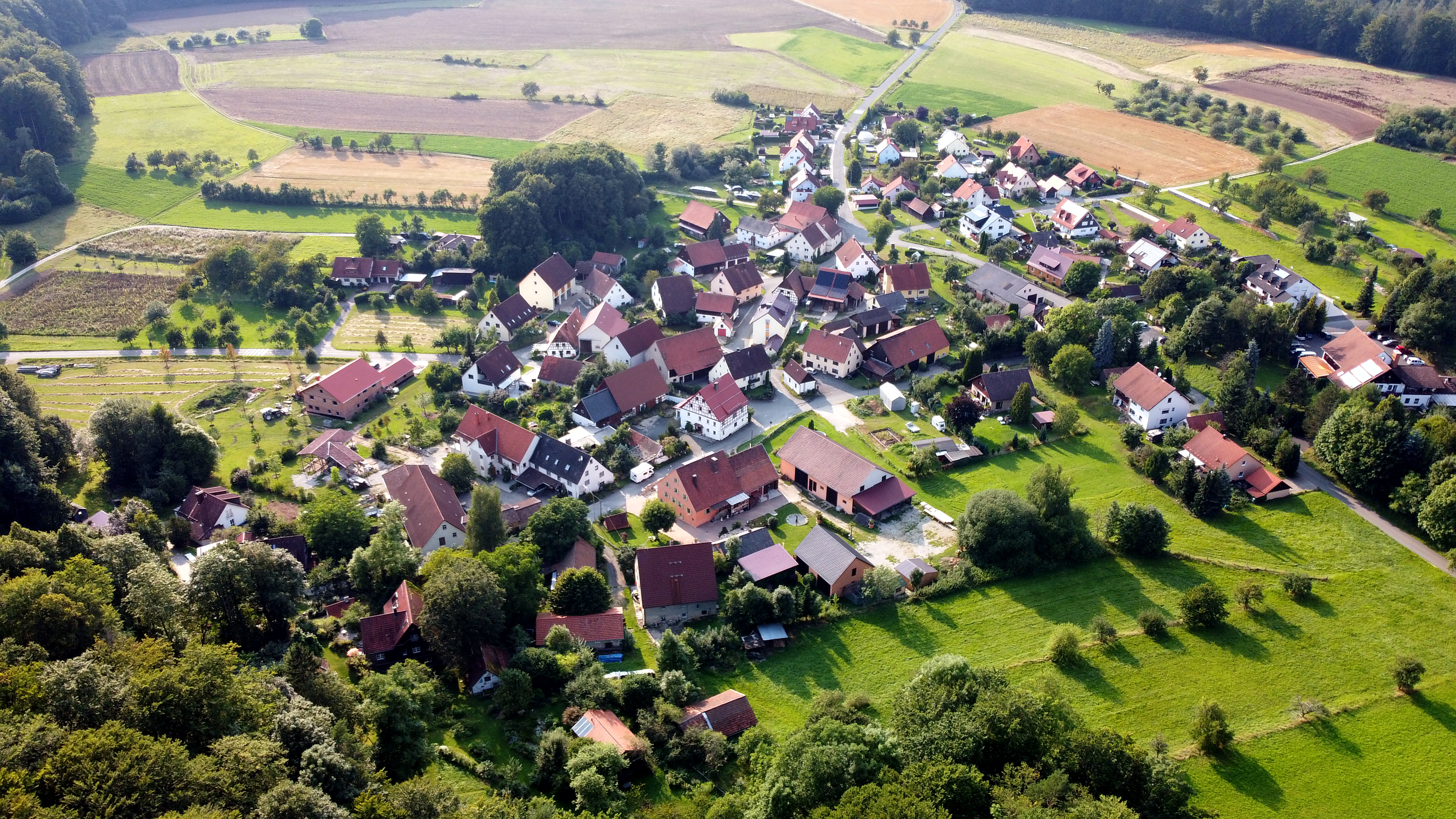
Luftbild von Stierberg (August 2021)

Stierberg ist ein Gemeindeteil der Stadt Betzenstein im Landkreis Bayreuth (Oberfranken, Bayern). Die Gemarkung Stierberg hat eine Fläche von 17,411 km². Sie ist in 2668 Flurstücke aufgeteilt, die eine durchschnittliche Flurstücksfläche von 6525,74 m² haben. In ihr liegen neben dem namensgebenden Ort die Gemeindeteile Eckenreuth, Hetzendorf, Hunger, Klausberg, Münchs, Reipertsgesee und Waiganz.

## Geografie
Das Dorf liegt im Bereich der Nördlichen Frankenalb und befindet sich etwa zweieinhalb Kilometer westlich des Ortszentrums von Betzenstein und liegt auf einer Höhe von 542 m ü. NHN.

## Geschichte
1188 wurde ein „Poppo de Stirberch“ urkundlich erwähnt. Dies ist zugleich der erste schriftliche Nachweis des Ortes.
Durch die zu Beginn des 19. Jahrhunderts im Königreich Bayern durchgeführten Verwaltungsreformen entstand die Ruralgemeinde Stierberg, zu der die Dörfer Eckenreuth, Hetzendorf, Klausberg und Reipertsgesee, sowie die Weiler Hunger, Münchs und Waiganz gehörten. Im Zuge der Gebietsreform in Bayern wurde die gesamte Gemeinde Stierberg am 1. Januar 1972 in die Stadt Betzenstein eingegliedert.

## Verkehr
Die Anbindung an das öffentliche Straßenverkehrsnetz wird hauptsächlich durch eine Gemeindeverbindungsstraße hergestellt, die von der etwa eineinhalb Kilometer nordwestlich des Ortes vorbei verlaufenden Bundesstraße 2 her kommend durch den Ort hindurch in östliche Richtung nach Betzenstein weiterführt. Eine Zufahrt auf die Bundesautobahn 9 ist an der sechs Kilometer ostsüdöstlich des Ortes gelegenen Anschlussstelle Plech möglich.

## Baudenkmäler

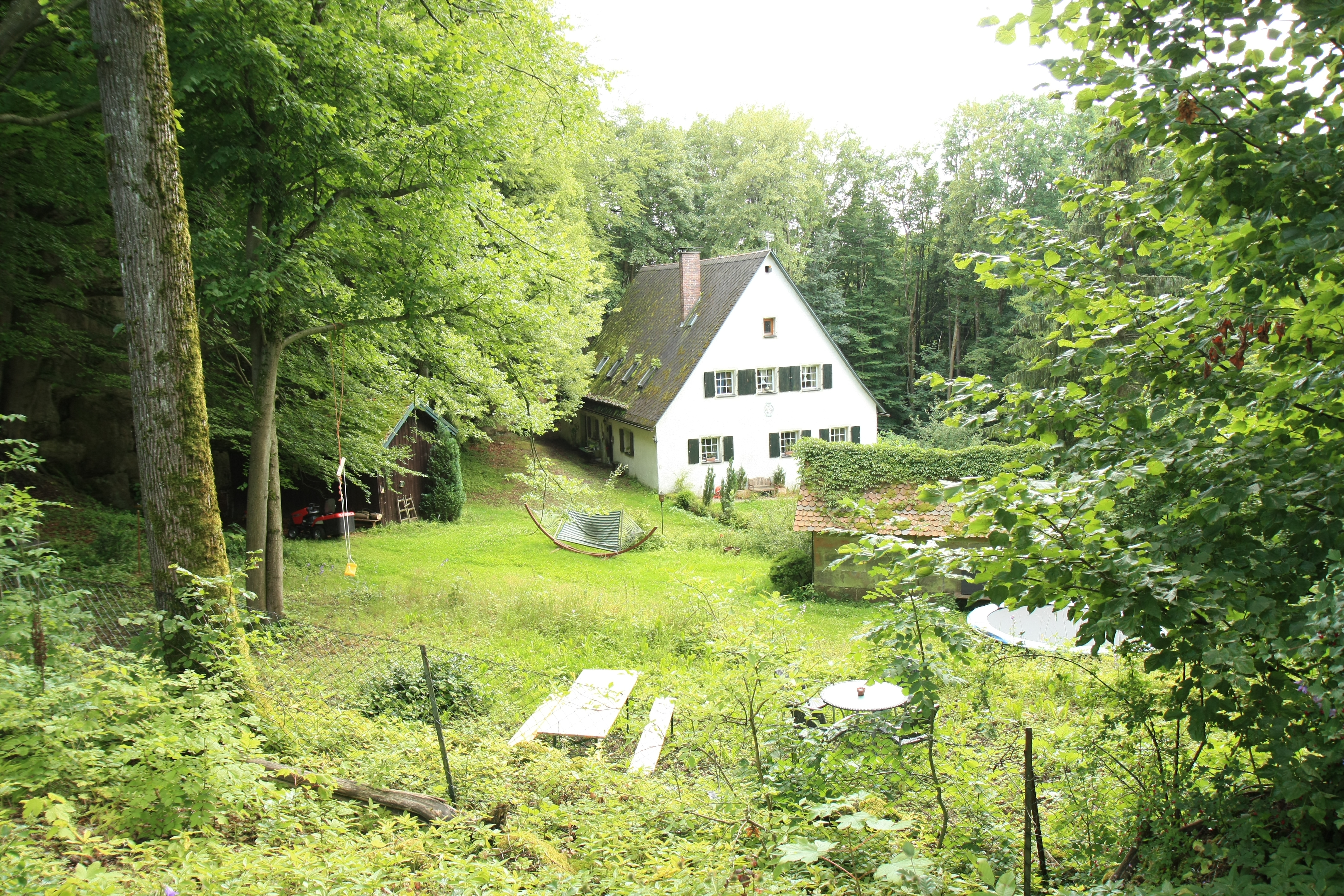
Das Vogteihaus, der ehemalige Amts- und Wohnsitz des Vogts der Burg Stierberg

Am südöstlichen Ortsrand von Stierberg befinden sich zwei denkmalgeschützte Bauwerke, nämlich die Burgruine Stierberg und das ehemalige Vogteihaus der Burg.